# لورانس رايت (لاعب كرة قدم أمريكية)
لورانس رايت (بالإنجليزية: Lawrence Wright)‏ هو لاعب كرة قدم أمريكية أمريكي، ولد في 6 سبتمبر 1973 في ميامي في الولايات المتحدة.

## وصلات خارجية
- لورانس رايت على موقع مرجع كرة القدم المحترفة.كوم (الإنجليزية)